# Creux de l’Enfer

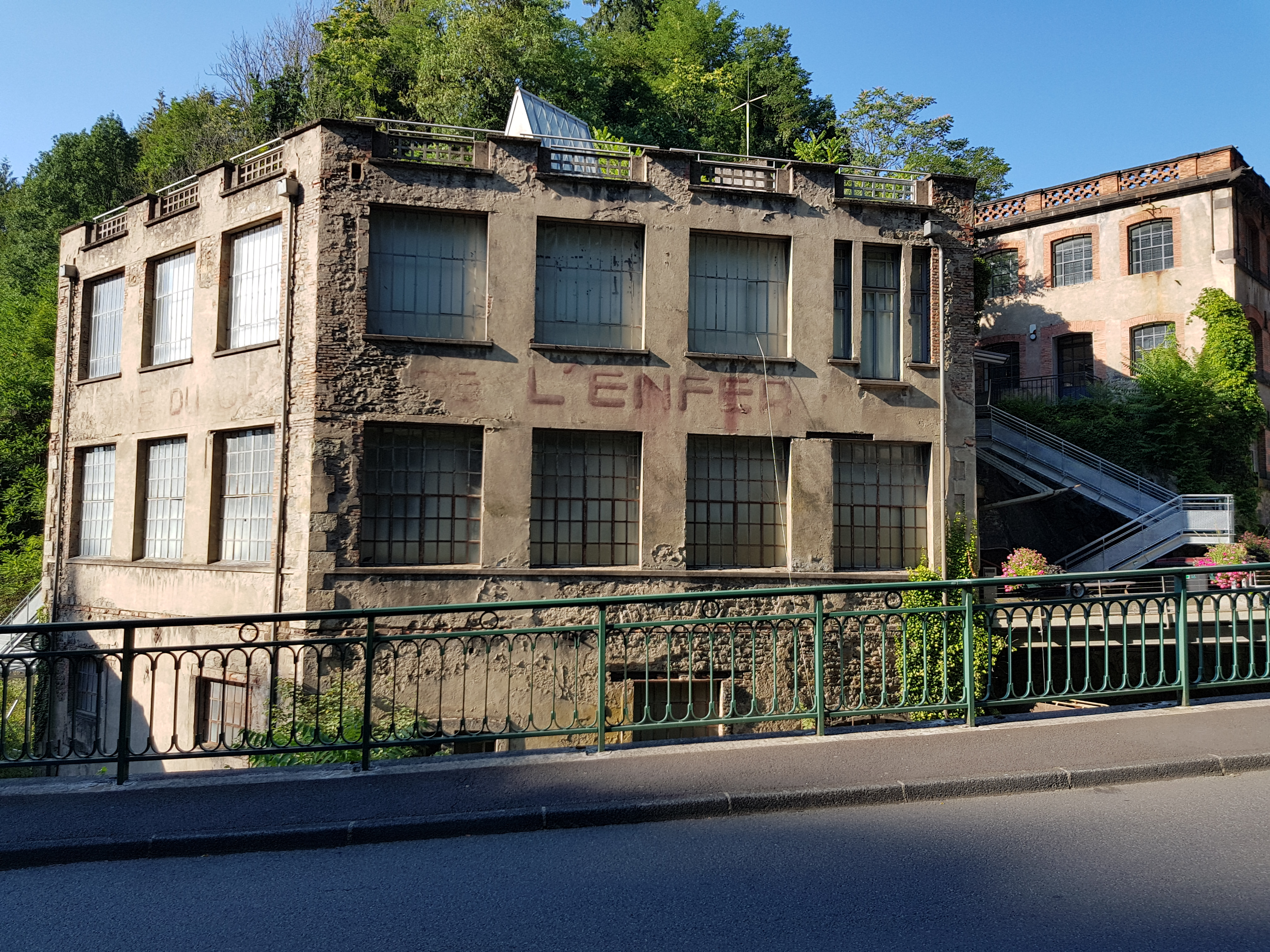
Le Creux de l’Enfer, Thiers, Frankreich

Der Creux de l’Enfer (deutsch Höllenhöhle) ist ein zeitgenössisches Kunstzentrum in Thiers, Frankreich. Es wurde 1988 in einer ehemaligen Besteckfabrik eröffnet, die im Jahr 1956 geschlossen wurde.
Das Kunstzentrum wurde von Laurence Gateau von 1988 bis 1999, von Frédéric Bouglé von 1999 bis 2018 und seit 2018 von Sophie Auger-Grappin geleitet. Es bietet ein vielfältiges und multidisziplinäres Quartalsprogramm. Die Ausstellungen umfassen Skulptur, Fotografie, Malerei sowie Videoinstallationen.

## Ausstellungen (Auswahl)
- Mona Hatoum (26. September 1999 bis 2. Januar 2000)[5]
- Erró (8. Juni – 14. September 2003)
- Tadashi Kawamata (25. Juni – 25. September 2005)
- Thomas Hirschhorn, Concretion (1. Juli – 24. September 2006)[6]
- Mounir Fatmi, Fuck Architects (4. Juni – 14. September 2008)[7]
- Claude Closky, Illumination (15. Oktober 2008 bis 31. Januar 2009)[8]
- Georges Rousse (4. Juni – 14. September 2014)[9]
- Claire Tabouret, Neptune (28. Juni – 17. September 2017)[10]
- Le Génie du lieu with Jennifer Caubet, Elsa Werth, Sylvain Grout & Yann Mazéas, Hélène Bertin, Flora Moscovici, Anne-Laure Sacriste (27. Oktober 2018 bis 17. Februar 2019)[11]